# ボンネビルレコード
ボンネビルレコード（欧字名:Bonneville Record、2002年3月12日 - ）は、日本の競走馬、誘導馬。
2007年の帝王賞（JpnI）、2008年のかしわ記念（JpnI）優勝馬である。その他の勝ち鞍に、2008年の日本テレビ盃（JpnII）など。引退後は2013年から大井競馬場の誘導馬を務めていたが、2022年に引退した。
馬名の由来は、アメリカ合衆国ユタ州のサーキット名（ボンネビル・スピードウェイ）＋記録（レコード）から。

## 競走馬時代

### 大井競馬所属時代（2004年 - 2007年）
当初は南関東公営競馬の大井競馬場に所属。2歳となった2004年10月16日の大井競馬場でデビュー戦を勝利するも、その後は2着3着を重ね1勝止まりのまま翌2005年の南関東三冠競走へ。羽田盃5着、東京ダービー4着、ジャパンダートダービー3着と健闘するものの勝ち切れず、その次の黒潮盃（大井競馬場）で10ヶ月振りの2勝目を挙げると古馬相手の東京記念、勝島賞（大井）と3連勝したが年末の東京大賞典は7着。
古馬となった2006年は5戦目のサンタアニタトロフィーを勝利し、JBCクラシックは3着と好走した。2007年は2戦目の金盃（大井。内田博幸騎乗）を勝利すると中央競馬・美浦トレーニングセンターの堀井雅広厩舎に移籍した。

### 中央競馬所属時代（2007年 - 2010年）
移籍初戦のエイプリルステークス（中山競馬場）は初の芝コースということもあり最下位8着に敗れたが、その後武豊騎手に乗り替わったかしわ記念ではブルーコンコルドの4着、ブリリアントステークス（東京競馬場）3着を経て迎えた帝王賞では中央所属馬ながら大井所属時代の主戦騎手であった的場文男を迎え単勝5番人気であったが、向正面6番手から第3、第4コーナーでロスなく内を突く的場の好騎乗で残り100mでブルーコンコルドを交わして快勝した。ダートグレード競走初勝利を挙げ休養に入った。
帰厩後は日本テレビ盃に出走を予定していたが、馬インフルエンザの影響で交流競走でなくなったために、10月28日に行われる第136回天皇賞（秋）と10月31日に行われるJBCクラシックに出走登録を行ったが、JBCクラシックは登録時点で補欠馬となったため、天皇賞（秋）に出走した。しかしレースでは芝のスピードについては行けず、加えてマツリダゴッホと接触する不利も重なり見せ場なく、大きく離れた最下位16着に敗れた。続く第8回ジャパンカップダートでも見せ場なく14着に敗れた。しかし続く師走ステークスでは5着に、名古屋グランプリでは4着と復活の気配を見せていた。

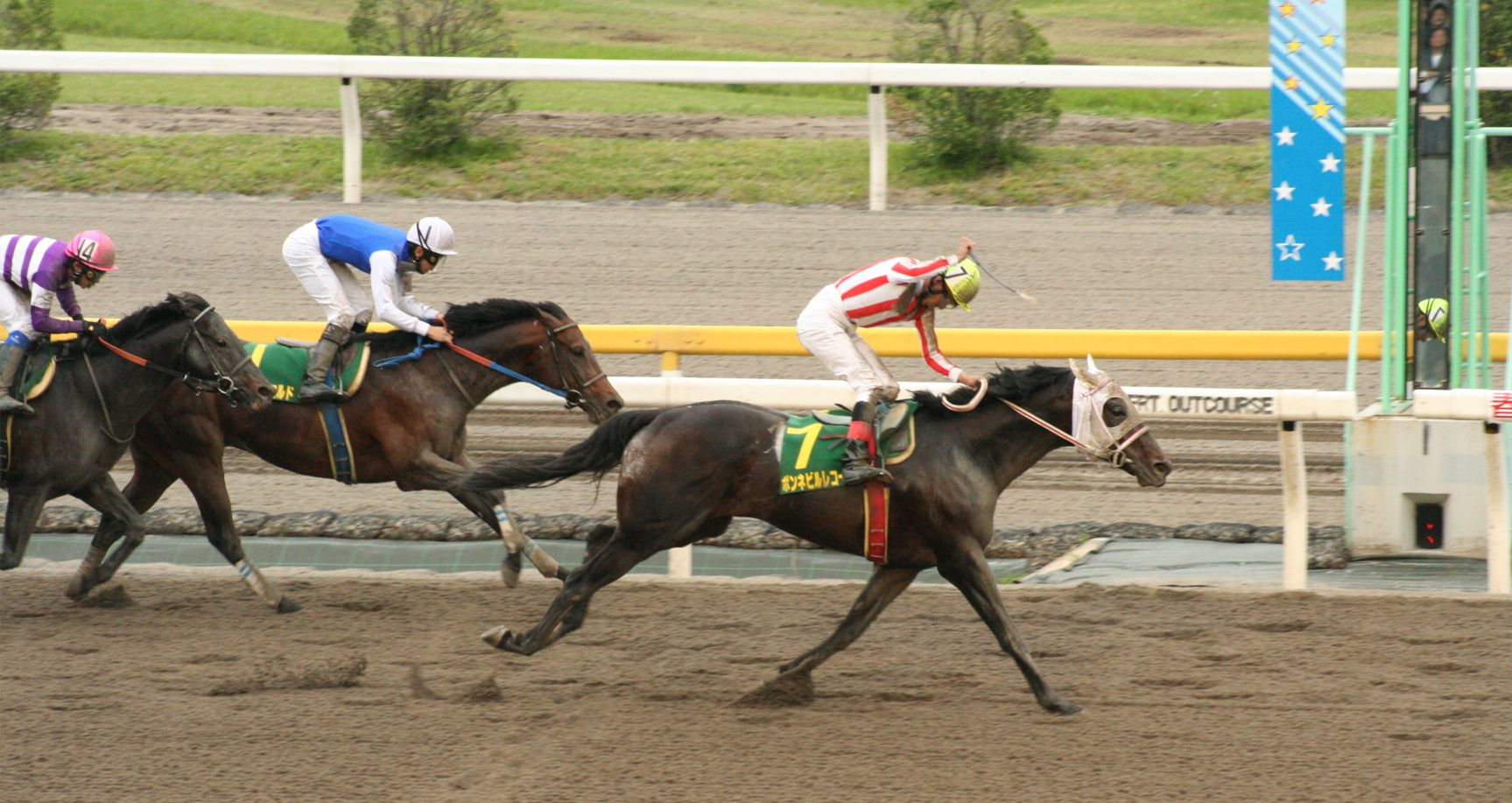
第20回かしわ記念（2008年5月5日）

2008年に入り、平安ステークスで6着の後、3月のダイオライト記念では、再び的場文男を迎えてのレースとなり、後方から追い上げてフリオーソの2着。続くマーチステークスでは12着と大敗するが、次のかしわ記念では鞍上が的場文男に戻り、レースでは道中中団から向正面から仕掛けて人気のワイルドワンダー、ブルーコンコルドを直線で外からまとめて差し切り、2007年帝王賞以来のJpnI勝利を達成。その後は帝王賞連覇を狙うが、再びフリオーソを交わすことができず2着に敗れる。
秋初戦となった9月の日本テレビ盃では先行勢が刻む前代未聞のハイラップの中を中団から追走し、4コーナー先頭で粘りこみを図るフリオーソを直線でかわして優勝、フリオーソへの雪辱を果たした。また、走破時計の1分47秒8は船橋ダート1800メートルのレコードを21年ぶりに更新し、同じくダート1800メートルの日本レコードを樹立した（これ以前の記録は1997年にJRA京都競馬場で記録されたプレミアムサンダーの1分48秒4）。これで11月3日に園田競馬場で行われるJBCクラシックへの優先出走権を獲得したが、兵庫県競馬組合の規定により的場文男騎手が同競走に騎乗できないため、内田博幸に乗り替わりとなり6着であった。続くジャパンカップダートでも内田博幸とのコンビで臨んだが、11着に敗れた。続く東京大賞典では6着だった。
2009年に入り、1月28日の川崎記念から始動したが、6着に終わった。その後、連覇をかけて5月5日のかしわ記念に出走したが4着に敗れ、連覇はならなかった。続く6月24日の帝王賞では3着と好走した。休養を挟んで9月23日の日本テレビ盃では最後の直線で馬場の外側から追い込んで3着に入るが、続く10月12日のマイルチャンピオンシップ南部杯では見せ場がなく12着と大敗した。12月6日のジャパンカップダートでは11着と2戦続けて2桁着順に終わった。続く12月29日の東京大賞典ではいいところなく6着に敗れ、この年は未勝利に終わった。
2010年に入り、1月27日の川崎記念に出走。前年と同じく6着に終わり、28日に中央競馬の競走馬登録を29日付で抹消すると発表。大井競馬場へ再移籍した。

### 大井競馬再移籍後（2010年 - 2012年）
再移籍後の初戦となった5月19日の大井記念では58kgの斤量で挑んだものの、セレンを捉えきれず、2馬身差の2着に敗れた。6月30日の帝王賞ではフリオーソの3着、7月28日のサンタアニタトロフィーはカキツバタロイヤルを捉えきれずアタマ差の2着、9月23日の日本テレビ盃では中団から追い上げるも5着、11月3日のJBCクラシックでは最後方追走から追い上げるも5着、12月1日の勝島王冠では2着、12月29日の東京大賞典では9着と善戦は続くが勝ちきれない競走が続いた。
2011年に入り2月16日の金盃では8着、4月21日のブリリアントカップでは4着、5月25日の大井記念では6着であった。6月29日の帝王賞では4着となった。帝王賞には6年連続で出走となり、そのすべてで掲示板（5着以内）を確保しかつ1着から5着のすべての着順を得た。続くサンタアニタトロフィーは3着、東京記念は4着、JBCクラシックは7着、勝島王冠は7着と勝ちきれないでいた。
2012年に入り東京スプリング盃と隅田川オープンでは共に6着であった。続くかしわ記念では見せ場なく8着に敗れた。5月23日の大井記念では4着となった。
12月29日の東京大賞典9着を最後に引退することになった。

## 競走成績
| 競走日     | 競馬場 | 競走名                       | 格     | 距離（馬場）  | 頭 数 | 枠 番 | 馬 番 | オッズ （人気） | 着順 | タイム （上り3F） | 着差 | 騎手      | 斤量 [kg] | 1着馬（2着馬）         | 馬体重 [kg] |
| ---------- | ------ | ---------------------------- | ------ | ------------- | ----- | ----- | ----- | --------------- | ---- | ----------------- | ---- | --------- | --------- | ---------------------- | ----------- |
| 2004.10.16 | 大井   | 2歳新馬                      |        | ダ1000m（良） | 8     | 4     | 4     | 002.80（2人）   | 01着 | R1:01.4（37.0）   | -0.1 | 0的場文男 | 53        | （ファインセレクト）   | 475         |
| 0000.12.07 | 大井   | エリカ特別                   | 2歳    | ダ1600m（稍） | 13    | 1     | 1     | 00 - 00（4人）  | 02着 | R1:42.6（39.2）   | -0.2 | 0的場文男 | 53        | カイゼルハート         | 478         |
| 0000.12.27 | 大井   | 白鳥特別                     | 2歳    | ダ1600m（良） | 14    | 8     | 13    | 00 - 00（2人）  | 02着 | R1:42.5（39.2）   | -0.7 | 0的場文男 | 53        | トウケイファイヤー     | 467         |
| 2005.01.20 | 大井   | フォーチュネイト水仙特別     | J交    | ダ1200m（良） | 12    | 8     | 11    | 00 - 00（1人）  | 02着 | R1:13.5（38.3）   | -0.0 | 0的場文男 | 54        | ショーターザトッシ     | 470         |
| 0000.03.08 | 大井   | フォーチュネイトパンジー特別 | J交    | ダ1800m（稍） | 12    | 5     | 7     | 00 - 00（1人）  | 03着 | R1:56.5（38.6）   | -0.2 | 0的場文男 | 54        | ストロングディア       | 472         |
| 0000.03.22 | 大井   | もくれん特別                 | 3歳    | ダ1600m（良） | 12    | 7     | 9     | 00 - 00（2人）  | 03着 | R1:41.7（39.9）   | -0.2 | 0石崎隆之 | 55        | サウンドイモン         | 467         |
| 0000.04.01 | 大井   | ライラック特別               | 3歳    | ダ1800m（良） | 12    | 3     | 3     | 00 - 00（4人）  | 04着 | R1:56.2（38.5）   | -0.4 | 0山田信大 | 55        | サウンドイモン         | 467         |
| 0000.05.11 | 大井   | 羽田盃                       | G1     | ダ1800m（良） | 13    | 4     | 5     | 00 - 00（6人）  | 05着 | R1:55.1（37.6）   | -1.6 | 0的場文男 | 56        | シーチャリオット       | 460         |
| 0000.06.08 | 大井   | 東京ダービー                 | G1     | ダ2000m（良） | 16    | 2     | 3     | 00 - 00（4人）  | 04着 | R2:06.4（38.1）   | -1.1 | 0的場文男 | 56        | シーチャリオット       | 462         |
| 0000.07.13 | 大井   | ジャパンDダービー            | GI     | ダ2000m（良） | 14    | 8     | 14    | 00 - 00（9人）  | 03着 | R2:06.0（38.4）   | -1.1 | 0的場文男 | 56        | カネヒキリ             | 466         |
| 0000.08.16 | 大井   | 黒潮盃                       | G2     | ダ1800m（不） | 16    | 7     | 13    | 004.80（3人）   | 01着 | R1:52.7（38.4）   | -0.1 | 0的場文男 | 55        | （トウケイファイヤー） | 470         |
| 0000.10.06 | 大井   | 東京記念                     | G2     | ダ2400m（不） | 15    | 3     | 4     | 002.40（1人）   | 01着 | R2:33.3（38.3）   | -0.1 | 0的場文男 | 56        | （ウエノマルクン）     | 475         |
| 0000.12.07 | 大井   | ’05勝島賞                    | 準重賞 | ダ1800m（良） | 11    | 1     | 1     | 001.40（1人）   | 01着 | R1:53.7（37.8）   | -0.0 | 0的場文男 | 55        | （クールアイバー）     | 476         |
| 0000.12.29 | 大井   | 東京大賞典                   | GI     | ダ2000m（良） | 15    | 2     | 2     | 00 - 00（8人）  | 07着 | R2:04.8（37.2）   | -1.7 | 0的場文男 | 55        | アジュディミツオー     | 471         |
| 2006.02.01 | 大井   | 金盃                         | G2     | ダ2000m（不） | 16    | 3     | 5     | 00 - 00（1人）  | 09着 | R2:06.1（38.2）   | -1.3 | 0的場文男 | 55.5      | メイプルエイト         | 471         |
| 0000.05.11 | 大井   | ’06グリーンC                 | 準重賞 | ダ2000m（重） | 11    | 8     | 11    | 003.50（1人）   | 08着 | R2:08.1（38.2）   | -1.5 | 0的場文男 | 58        | ホクトアサティス       | 470         |
| 0000.06.06 | 大井   | 大井記念                     | G2     | ダ2600m（良） | 11    | 3     | 3     | 003.50（3人）   | 02着 | R2:47.3（37.8）   | -0.0 | 0的場文男 | 57        | エイシンチャンプ       | 467         |
| 0000.06.28 | 大井   | 帝王賞                       | GI     | ダ2000m（良） | 13    | 8     | 12    | 054.10（7人）   | 05着 | R2:04.1（37.1）   | -2.0 | 0的場文男 | 57        | アジュディミツオー     | 468         |
| 0000.08.02 | 大井   | サンタアニタT                | G3     | ダ1600m（良） | 12    | 8     | 12    | 005.00（3人）   | 01着 | R1:38.7（37.3）   | -0.2 | 0的場文男 | 56.5      | （ベルモントソレイユ） | 473         |
| 0000.10.02 | 大井   | 東京記念                     | G2     | ダ2400m（不） | 8     | 3     | 3     | 001.60（1人）   | 02着 | R2:34.9（39.9）   | -0.9 | 0的場文男 | 58        | マズルブラスト         | 481         |
| 0000.11.03 | 川崎   | JBCクラシック                | GI     | ダ2100m（良） | 14    | 7     | 12    | 025.50（7人）   | 03着 | R2:16.5（39.5）   | -0.4 | 0的場文男 | 57        | タイムパラドックス     | 475         |
| 0000.12.29 | 大井   | 東京大賞典                   | GI     | ダ2000m（稍） | 13    | 8     | 13    | 014.50（5人）   | 06着 | R2:04.6（38.2）   | -1.1 | 0的場文男 | 57        | ブルーコンコルド       | 483         |
| 2007.01.31 | 川崎   | 川崎記念                     | JpnI   | ダ2100m（良） | 13    | 6     | 10    | 022.30（4人）   | 07着 | R2:15.5（38.7）   | -2.6 | 0的場文男 | 57        | ヴァーミリアン         | 475         |
| 0000.02.21 | 大井   | 金盃                         | G2     | ダ2000m（稍） | 11    | 5     | 5     | 002.70（2人）   | 01着 | R2:07.3（37.8）   | -0.1 | 0内田博幸 | 58        | （コアレスハンター）   | 472         |
| 0000.04.08 | 中山   | エイプリルS                  | OP     | 芝2000m（良） | 8     | 3     | 3     | 020.90（7人）   | 08着 | R2:00.9（35.5）   | -1.1 | 0後藤浩輝 | 58        | タイガーカフェ         | 470         |
| 0000.05.02 | 船橋   | かしわ記念                   | JpnI   | ダ1600m（稍） | 14    | 8     | 13    | 026.10（5人）   | 04着 | R1:38.2（36.9）   | -0.8 | 0武豊     | 57        | ブルーコンコルド       | 477         |
| 0000.06.09 | 東京   | ブリリアントS                | OP     | ダ2100m（良） | 12    | 6     | 7     | 005.10（3人）   | 03着 | R2:10.8（36.9）   | -0.3 | 0武豊     | 56        | オリンピアンナイト     | 480         |
| 0000.06.27 | 大井   | 帝王賞                       | JpnI   | ダ2000m（良） | 15    | 5     | 8     | 021.00（5人）   | 01着 | R2:04.3（37.3）   | -0.2 | 0的場文男 | 57        | （ブルーコンコルド）   | 481         |
| 0000.10.28 | 東京   | 天皇賞（秋）                 | GI     | 芝2000m（稍） | 16    | 4     | 8     | 135.2（16人）   | 16着 | R2:01.8（36.8）   | -3.4 | 0柴田善臣 | 58        | メイショウサムソン     | 482         |
| 0000.11.24 | 東京   | ジャパンCダート              | GI     | ダ2100m（良） | 16    | 8     | 16    | 086.2（14人）   | 14着 | R2:12.0（40.7）   | -5.3 | 0柴田善臣 | 57        | ヴァーミリアン         | 490         |
| 0000.12.08 | 中山   | 師走S                        | OP     | ダ1800m（良） | 16    | 3     | 5     | 017.50（7人）   | 05着 | R1:52.3（37.8）   | -0.4 | 0石神深一 | 58        | サイレンスボーイ       | 488         |
| 0000.12.24 | 名古屋 | 名古屋グランプリ             | JpnII  | ダ2500m（不） | 12    | 2     | 2     | 006.80（3人）   | 04着 | R2:41.9（37.5）   | -0.9 | 0岩田康誠 | 58        | フィールドルージュ     | 485         |
| 2008.01.27 | 京都   | 平安S                        | GIII   | ダ1800m（稍） | 16    | 4     | 8     | 040.5（11人）   | 06着 | R1:51.3（36.7）   | -0.3 | 0藤田伸二 | 59        | クワイエットデイ       | 486         |
| 0000.03.05 | 船橋   | ダイオライト記念             | JpnII  | ダ2400m（良） | 13    | 2     | 2     | 005.70（2人）   | 02着 | R2:35.6（39.1）   | -0.9 | 0的場文男 | 56        | フリオーソ             | 496         |
| 0000.03.30 | 中山   | マーチS                      | GIII   | ダ1800m（良） | 16    | 5     | 16    | 031.50（9人）   | 12着 | 01:54.1（39.9）   | -2.5 | 田中勝春  | 58        | ナナヨーヒマワリ       | 492         |
| 0000.05.05 | 船橋   | かしわ記念                   | JpnI   | ダ1600m（稍） | 14    | 5     | 7     | 012.60（3人）   | 01着 | R1:37.6（37.2）   | -0.2 | 0的場文男 | 57        | （ブルーコンコルド）   | 491         |
| 0000.06.25 | 大井   | 帝王賞                       | JpnI   | ダ2000m（稍） | 13    | 4     | 6     | 004.20（3人）   | 02着 | R2:04.9（36.9）   | -0.2 | 0的場文男 | 57        | フリオーソ             | 496         |
| 0000.09.23 | 船橋   | 日本テレビ盃                 | JpnII  | ダ1800m（不） | 14    | 5     | 8     | 004.10（2人）   | 01着 | R1:47.8（37.4）   | -0.1 | 0的場文男 | 58        | （フリオーソ）         | 495         |
| 0000.11.03 | 園田   | JBCクラシック                | JpnI   | ダ1870m（良） | 12    | 8     | 11    | 012.00（4人）   | 06着 | R1:58.4（37.8）   | -1.7 | 0内田博幸 | 57        | ヴァーミリアン         | 496         |
| 0000.12.07 | 阪神   | ジャパンCダート              | GI     | ダ1800m（良） | 15    | 8     | 16    | 050.1（13人）   | 11着 | R1:50.8（37.2）   | -1.6 | 0内田博幸 | 57        | カネヒキリ             | 494         |
| 0000.12.29 | 大井   | 東京大賞典                   | JpnI   | ダ2000m（良） | 10    | 2     | 2     | 021.80（5人）   | 06着 | R2:05.6（36.2）   | -1.1 | 0的場文男 | 57        | カネヒキリ             | 497         |
| 2009.01.28 | 川崎   | 川崎記念                     | JpnI   | ダ2100m（稍） | 13    | 5     | 7     | 028.90（5人）   | 06着 | R2:14.8（37.6）   | -1.5 | 0的場文男 | 57        | カネヒキリ             | 498         |
| 0000.05.05 | 船橋   | かしわ記念                   | JpnI   | ダ1600m（重） | 13    | 4     | 5     | 020.20（5人）   | 04着 | R1:37.0（36.4）   | -1.1 | 0的場文男 | 57        | エスポワールシチー     | 490         |
| 0000.06.24 | 大井   | 帝王賞                       | JpnI   | ダ2000m（不） | 13    | 4     | 5     | 014.70（4人）   | 03着 | R2:05.2（37.4）   | -1.6 | 0的場文男 | 57        | ヴァーミリアン         | 491         |
| 0000.09.23 | 船橋   | 日本テレビ盃                 | JpnII  | ダ1800m（良） | 14    | 6     | 9     | 004.60（3人）   | 03着 | R1:51.3（38.1）   | -0.4 | 0的場文男 | 57        | マコトスパルビエロ     | 491         |
| 0000.10.12 | 盛岡   | マイルCS南部杯               | JpnI   | ダ1600m（良） | 15    | 3     | 4     | 016.90（4人）   | 12着 | R1:41.0 （00.0）  | -5.6 | 0的場文男 | 57        | エスポワールシチー     | 487         |
| 0000.12.06 | 阪神   | ジャパンCダート              | GI     | ダ1800m（良） | 15    | 5     | 10    | 133.7（15人）   | 11着 | R1:51.3（37.7）   | -1.4 | 0的場文男 | 57        | エスポワールシチー     | 490         |
| 0000.12.29 | 大井   | 東京大賞典                   | JpnI   | ダ2000m（良） | 14    | 6     | 9     | 068.70（8人）   | 06着 | R2:06.6（37.2）   | -0.7 | 0的場文男 | 57        | サクセスブロッケン     | 501         |
| 2010.01.27 | 川崎   | 川崎記念                     | JpnI   | ダ2100m（良） | 11    | 8     | 11    | 046.90（6人）   | 06着 | R2:13.7（37.1）   | -1.0 | 0的場文男 | 57        | ヴァーミリアン         | 496         |
| 0000.05.19 | 大井   | 大井記念                     | SII    | ダ2600m（良） | 16    | 5     | 9     | 006.20（3人）   | 02着 | R2:47.7（37.8）   | -0.4 | 0的場文男 | 58        | セレン                 | 488         |
| 0000.06.30 | 大井   | 帝王賞                       | JpnI   | ダ2000m（稍） | 15    | 3     | 5     | 051.50（9人）   | 03着 | R2:03.9（38.0）   | -0.5 | 0的場文男 | 57        | フリオーソ             | 483         |
| 0000.07.28 | 大井   | サンタアニタT                | SIII   | ダ1600m（良） | 16    | 2     | 3     | 002.40（1人）   | 02着 | R1:38.7（38.3）   | -0.0 | 0的場文男 | 58        | カキツバタロイヤル     | 490         |
| 0000.09.23 | 船橋   | 日本テレビ盃                 | JpnII  | ダ1800m（稍） | 14    | 4     | 6     | 013.40（5人）   | 05着 | R1:50.9（37.6）   | -2.1 | 0的場文男 | 57        | フリオーソ             | 484         |
| 0000.11.03 | 船橋   | JBCクラシック                | JpnI   | ダ1800m（良） | 13    | 7     | 12    | 087.70（9人）   | 05着 | R1:52.4（39.7）   | -2.5 | 0的場文男 | 57        | スマートファルコン     | 481         |
| 0000.12.01 | 大井   | 勝島王冠                     | SIII   | ダ1800m（稍） | 15    | 8     | 15    | 002.20（1人）   | 02着 | R1:51.7（37.3）   | -0.3 | 0的場文男 | 58        | スーパーパワー         | 484         |
| 0000.12.29 | 大井   | 東京大賞典                   | JpnI   | ダ2000m（良） | 14    | 4     | 6     | 077.90（8人）   | 09着 | R2:03.5（39.6）   | -3.1 | 0的場文男 | 57        | スマートファルコン     | 486         |
| 2011.02.16 | 大井   | 金盃                         | SII    | ダ2000m（不） | 16    | 8     | 15    | 003.60（2人）   | 08着 | R2:03.9（37.7）   | -0.8 | 0的場文男 | 56        | スーパーパワー         | 488         |
| 0000.04.21 | 大井   | ’11ブリリアントC             | 準重賞 | ダ1800m（重） | 16    | 8     | 16    | 005.10（4人）   | 04着 | R1:52.2（37.4）   | -1.1 | 0的場文男 | 57        | ツルオカオウジ         | 487         |
| 0000.05.25 | 大井   | 大井記念                     | SII    | ダ2600m（稍） | 16    | 1     | 2     | 005.90（4人）   | 06着 | R2:46.0（37.1）   | -1.0 | 0的場文男 | 58        | マズルブラスト         | 483         |
| 0000.06.29 | 大井   | 帝王賞                       | JpnI   | ダ2000m（良） | 11    | 4     | 4     | 060.40（4人）   | 04着 | R2:03.9（36.4）   | -2.8 | 0的場文男 | 57        | スマートファルコン     | 482         |
| 0000.08.03 | 大井   | サンタアニタT                | SIII   | ダ1800m（良） | 16    | 4     | 8     | 004.90（2人）   | 03着 | R1:52.8（37.7）   | -1.0 | 0的場文男 | 58        | カキツバタロイヤル     | 480         |
| 0000.09.14 | 大井   | 東京記念                     | SII    | ダ2400m（良） | 16    | 8     | 15    | 005.80（4人）   | 04着 | R2:34.3（38.0）   | -1.1 | 0的場文男 | 58        | テラザクラウド         | 483         |
| 0000.11.03 | 大井   | JBCクラシック                | JpnI   | ダ2000m（良） | 12    | 5     | 5     | 111.70（5人）   | 07着 | R2:05.9（36.9）   | -3.8 | 0的場文男 | 57        | スマートファルコン     | 492         |
| 0000.11.30 | 大井   | 勝島王冠                     | SIII   | ダ1800m（良） | 14    | 6     | 11    | 013.60（4人）   | 07着 | R1:53.1（37.3）   | -0.8 | 0的場文男 | 58        | スマートインパルス     | 482         |
| 2012.03.07 | 大井   | 東京スプリング盃             | SIII   | ダ1400m（不） | 16    | 5     | 10    | 046.60（9人）   | 06着 | R1:25.6（36.5）   | -0.9 | 0的場文男 | 58        | フジノウェーブ         | 482         |
| 0000.03.29 | 大井   | 隅田川オープン               | OP     | ダ1800m（良） | 13    | 6     | 9     | 006.90（5人）   | 06着 | R1:52.6（36.2）   | -1.0 | 0的場文男 | 57        | コロナグラフ           | 484         |
| 0000.05.02 | 船橋   | かしわ記念                   | JpnI   | ダ1600m（重） | 13    | 8     | 12    | 145.70（8人）   | 08着 | R1:40.2（38.4）   | -3.7 | 0的場文男 | 57        | エスポワールシチー     | 476         |
| 0000.05.23 | 大井   | 大井記念                     | SII    | ダ2600m（重） | 16    | 4     | 7     | 023.10（8人）   | 04着 | R2:49.2（40.1）   | -1.2 | 0的場文男 | 58        | トーセンルーチェ       | 480         |
| 0000.06.28 | 大井   | 武蔵野オープン               | OP     | ダ1600m（良） | 16    | 5     | 9     | 005.90（3人）   | 03着 | R1:40.0（37.9）   | -1.2 | 0的場文男 | 58        | ファイナルスコアー     | 480         |
| 0000.08.01 | 大井   | サンタアニタT                | SIII   | ダ1600m（良） | 16    | 4     | 7     | 027.90（9人）   | 05着 | R1:40.4（39.0）   | -0.7 | 0的場文男 | 58        | ゴーディー             | 477         |
| 0000.09.19 | 大井   | 東京記念                     | SII    | ダ2400m（不） | 12    | 8     | 14    | 012.90（4人）   | 05着 | R2:36.8（40.1）   | -1.4 | 0的場文男 | 58        | スマートインパルス     | 479         |
| 0000.10.24 | 大井   | マイルグランプリ             | SIII   | ダ1600m（稍） | 16    | 4     | 7     | 025.50（6人）   | 05着 | R1:41.1（39.0）   | -0.6 | 0的場文男 | 58        | ピエールタイガー       | 480         |
| 0000.11.28 | 大井   | 勝島王冠                     | SIII   | ダ1800m（不） | 16    | 5     | 9     | 032.50（8人）   | 10着 | R1:56.6（40.2）   | -1.7 | 0的場文男 | 59        | プーラヴィーダ         | 480         |
| 0000.12.29 | 大井   | 東京大賞典                   | GI     | ダ2000m（重） | 12    | 7     | 10    | 110.80（9人）   | 09着 | R2:10.2（41.4）   | -4.3 | 0的場文男 | 57        | ローマンレジェンド     | 484         |

※タイム欄のRはレコード勝ちを示す。

## 引退後

### 誘導馬時代（2013年 - 2022年）
引退後は大井競馬場で誘導馬になるべく調教を行い、2013年の帝王賞当日（6月26日）に誘導馬デビューを果たした。以後、9年にわたり誘導馬を務めていたが2022年をもって誘導馬を引退し、北海道沙流郡日高町の牧場にて余生を過ごすこととなった。誘導馬デビュー時と同じく帝王賞当日（6月29日）を引退の節目とし、誘導馬としての最終日の最終競走は「たくさんの感動をありがとう!ボンネビルレコード賞」として実施され、上記の競走ならびに帝王賞を含む後半4競走で誘導馬を務め、9年間の誘導馬生活の幕を閉じた。なお、当初の主催発表において当馬の引退式は行われないとされていたが、最終競走後に類似の催しが開かれ現役時代の主戦騎手であった的場文男が当馬に騎乗して走路上に立つといった一幕もあった。

### 誘導馬引退後
2022年9月5日、北海道日高町の加藤ステーブルが、Twitterにてボンネビルレコードを受け入れたことを発表した。今後は同牧場にて功労馬として余生を送り、2023年度からは引退名馬繋養展示事業の助成対象馬となった。

## 血統表
| ボンネビルレコードの血統（ノーザンダンサー系 / Northern Dancer 3×4=18.75%、Buckpasser 4×4=12.5%、Princequillo 5×5=6.25%、Nasrullah 5×5=6.25% | ボンネビルレコードの血統（ノーザンダンサー系 / Northern Dancer 3×4=18.75%、Buckpasser 4×4=12.5%、Princequillo 5×5=6.25%、Nasrullah 5×5=6.25% | ボンネビルレコードの血統（ノーザンダンサー系 / Northern Dancer 3×4=18.75%、Buckpasser 4×4=12.5%、Princequillo 5×5=6.25%、Nasrullah 5×5=6.25% | （血統表の出典）    | （血統表の出典） |
| 父 *アサティス Assatis 1985 鹿毛 | 父の父Topsider 1974 鹿毛 | Northern Dancer | Nearctic            | Nearctic         |
| 父 *アサティス Assatis 1985 鹿毛 | 父の父Topsider 1974 鹿毛 | Northern Dancer | Natalma             |                  |
| 父 *アサティス Assatis 1985 鹿毛 | 父の父Topsider 1974 鹿毛 | Drumtop | Round Table         | Round Table      |
| 父 *アサティス Assatis 1985 鹿毛 | 父の父Topsider 1974 鹿毛 | Drumtop | Zonah               |                  |
| 父 *アサティス Assatis 1985 鹿毛 | 父の母Secret Asset 1977 鹿毛 | Graustark | Ribot               | Ribot            |
| 父 *アサティス Assatis 1985 鹿毛 | 父の母Secret Asset 1977 鹿毛 | Graustark | Flower Bowl         |                  |
| 父 *アサティス Assatis 1985 鹿毛 | 父の母Secret Asset 1977 鹿毛 | Numbered Account | Buckpasser          | Buckpasser       |
| 父 *アサティス Assatis 1985 鹿毛 | 父の母Secret Asset 1977 鹿毛 | Numbered Account | Intriguing          |                  |
| 母 ダイワスタン 1989 黒鹿毛 | 母の父マルゼンスキー 1974 鹿毛 | Nijinsky | Northern Dancer     | Northern Dancer  |
| 母 ダイワスタン 1989 黒鹿毛 | 母の父マルゼンスキー 1974 鹿毛 | Nijinsky | Flaming Page        |                  |
| 母 ダイワスタン 1989 黒鹿毛 | 母の父マルゼンスキー 1974 鹿毛 | *シル Shill | Buckpasser          | Buckpasser       |
| 母 ダイワスタン 1989 黒鹿毛 | 母の父マルゼンスキー 1974 鹿毛 | *シル Shill | Quill               |                  |
| 母 ダイワスタン 1989 黒鹿毛 | 母の母ダイワベル 1976 黒鹿毛 | *テスコボーイ Tesco Boy | Princely Gift       | Princely Gift    |
| 母 ダイワスタン 1989 黒鹿毛 | 母の母ダイワベル 1976 黒鹿毛 | *テスコボーイ Tesco Boy | Suncourt            |                  |
| 母 ダイワスタン 1989 黒鹿毛 | 母の母ダイワベル 1976 黒鹿毛 | エリモホープ | *ガバドール         | *ガバドール      |
| 母 ダイワスタン 1989 黒鹿毛 | 母の母ダイワベル 1976 黒鹿毛 | エリモホープ | タイホープ F-No.4-m |                  |